# Buchholzia
Buchholzia é um género botânico pertencente à família Capparaceae.